# Ptolemaeus (cratera marciana)
A cratera Ptolemaeus é uma cratera em Marte localizada no quadrângulo de Phaethontis a
46.21° latitude sul e 157.6° longitude oeste.  Ela possui um diâmetro de 165.18 km e recebeu este nome em honra a Cláudio Ptolemeu, um astrônomo greco-egípcio (~ 90-160 AD).
Grande parte da superfície de Marte é coberta por um manto fofo espesso, o qual acredita-se ser uma mistura de gelo e poeira. O manto rico em gelo, com espessura de poucos metros, faz com que a superfície fique mais fofa, mas há locais em que esta apresenta uma superfície desnivelada, lembrando a superfície de uma bola de basquete.  Sob certas condições o gelo poderia derreter e fluir encosta abaixo, criando ravinas.  Por haver poucas crateras nesse manto, conclui-se que o manto é relativamente jovem. Uma excelente vista deste manto é a imagem da borda da cratera Ptolemaeus, vista pela HiRISE.
Mudanças na órbita e inclinação de Marte provocam mudanças significativas na distribuição de gelo de água desde regiões polares até as latitudes equivalentes às do Texas.  Durante certos períodos climáticos o vapor d'água escapa da capa polar e vai para a atmosfera. A água retorna ao solo em latitudes mais baixas na forma de depósitos ou gelo misturado generosamente com a poeira. A atmosfera de Marte contém uma grande quantidade de finas partículas de poeira.  O vapor d'água se condensa sobre as partículas, então as partículas maiores carregadas de água caem e se amontoam no solo.  Quando o gelo no topo da camada superficial volta para a atmosfera ele deixa poeira para trás, isolando o gelo restante.